# Žirodin
Žirodin (ang. Gyrodyne kdaj tudi Compound Helicopter) je tip VTOL zrakoplova, ki ima rotor kot helikopter in poleg tega še enega ali več propelerjev. Motor poganja glavni rotor in propelerje. Zrakoplov lahko vzleta in pristaja navpično kot običajen helikopter, leti pa s precej večjo hitrostjo. Velikokrat ima tudi manjša krila pri straneh, ki proizvajajo del vzgona pri letu naprej.
Podoben sistem je nagibni rotor (tiltrotor), ki spremeni smer rotorja za 900 in s pomočjo majhnih kril leti precej hitreje kot navadni helikopterji.
Dr. James Allan Jamieson Bennett je razvil koncept pri podjetju Cierva Autogiro Company na podlagi ukaza Kraljeve mornarice. 
V zadnjih letih so promovirali koncept pod imenom heliplane. Originalno namenjeneno ime za žiroplane (avtožiro), se je potem uporabilo za ime DARPA projekta za nov tip rotorskega zrakoplova.

## Primeri
- Anton Flettner, Flugzeugbau GmbH
  - Flettner Fl 185
  - Flettner Fl 265
- Fairey Aviation Company
  - Fairey FB-1 Gyrodyne
  - Fairey Jet Gyrodyne
  - Fairey Rotodyne (1957)
- Kamov
  - Kamov Ka-22
- Mil Mi-X1
- Eurocopter X3
- Piasecki X-49
- Sikorsky S-97
- Kamov Ka-92